# Mantispa pehlkei
Mantispa pehlkei is een insect uit de familie van de Mantispidae, die tot de orde netvleugeligen (Neuroptera) behoort. 
Mantispa pehlkei is voor het eerst wetenschappelijk beschreven door Enderlein in 1910.